# Şafar Khvājeh
Şafar Khvājeh (persiska: صفر خواجه) är en ort i Iran.   Den ligger i provinsen Alborz, i den nordvästra delen av landet, 100 km väster om huvudstaden Teheran. Şafar Khvājeh ligger 1 171 meter över havet och antalet invånare är 793.
Terrängen runt Şafar Khvājeh är platt.Runt Şafar Khvājeh är det ganska tätbefolkat, med 100 invånare per kvadratkilometer. Närmaste större samhälle är Naz̧arābād, 17,0 km öster om Şafar Khvājeh. Trakten runt Şafar Khvājeh består till största delen av jordbruksmark.